# Googolplex
Googolplex là một số nguyên có giá trị bằng 10googol hay 10(10100), có nghĩa là có 10100 số 0 sau số 1. Con số này chỉ là một con số lý thuyết, vì thực tế chẳng có một thứ gì trên Trái Đất này dù rất nhiều như: số tế bào, số phân tử... đạt tới số lượng này.

## Lịch sử
Năm 1920, cháu trai chín tuổi của Edward Kasner, Milton Sirotta, đã đặt ra thuật ngữ googol, là 10100, và sau đó đề xuất thuật ngữ googolplex khác là "một, tiếp theo là viết các số 0 cho đến khi bạn cảm thấy mệt mỏi". Kasner quyết định áp dụng một định nghĩa chính thức hơn bởi vì "những người khác nhau cảm thấy mệt mỏi vào những thời điểm khác nhau và sẽ không bao giờ có Carnera một nhà toán học giỏi hơn Tiến sĩ Einstein, đơn giản vì ông ấy có sức bền hơn và có thể viết lâu hơn". Do đó, nó trở thành tiêu chuẩn hóa thành 10 (10100) = 1010100, do tính kết hợp phải của lũy thừa.

## Độ lớn của googolplex
Một cuốn sách điển hình có thể được in với 106 số không (khoảng 400 trang với 50 dòng mỗi trang và 50 số không trên mỗi dòng). Do đó, cần có 1094 cuốn sách như vậy để in tất cả các số không của một googolplex (nghĩa là in các số 0 trong googol). Nếu mỗi cuốn sách có khối lượng 100 gam thì tất cả chúng sẽ có tổng khối lượng là 1093 kilôgam. Trong khi đó, khối lượng của Trái đất là 5,972 × 1024 kg, khối lượng của Dải Ngân hà được ước tính là 2,5 × 1042 kg và tổng khối lượng của tất cả các ngôi sao trong vũ trụ có thể quan sát được ước tính là 2 × 1052 kg. 
Nói một cách dễ hiểu, khối lượng của tất cả những cuốn sách như vậy cần thiết để viết ra một googolplex sẽ lớn hơn rất nhiều so với khối lượng của Dải Ngân hà và thiên hà Andromeda cộng lại (theo hệ số khoảng 2 × 1050) và lớn hơn khối lượng của vũ trụ quan sát được với hệ số khoảng 7 × 1039.

### Trongtoán học thuần túy
Trong toán học thuần túy, có một số phương pháp ký hiệu để biểu diễn các số lớn mà theo đó độ lớn của googolplex có thể được biểu diễn, chẳng hạn như tetration, hyperoperation, ký hiệu mũi tên lên của Knuth, ký hiệu Steinhaus – Moser hoặc ký hiệu mũi tên chuỗi Conway.

### Trong vũ trụ vật chất
Trong chương trình khoa học PBS Cosmos: A Personal Voyage, Tập 9: "The Lives of the Stars", nhà thiên văn học và nhân vật truyền hình Carl Sagan đã ước tính rằng việc viết một googolplex ở dạng thập phân đầy đủ (tức là "10.000.000.000 ...") sẽ là không thể, vì làm như vậy sẽ đòi hỏi nhiều không gian hơn số lượng có sẵn trong vũ trụ đã biết. Sagan đã đưa ra một ví dụ rằng nếu toàn bộ thể tích của vũ trụ có thể quan sát được chứa đầy các hạt bụi mịn có kích thước khoảng 1,5 micromet (0,0015 milimet), thì số lượng các tổ hợp khác nhau trong đó các hạt có thể được sắp xếp và đánh số sẽ là khoảng một googolplex. 
Việc viết một con số sẽ mất rất nhiều thời gian: nếu một người có thể viết hai chữ số mỗi giây, thì việc viết một googolplex sẽ mất khoảng 1,51 × 1092 năm, tức là khoảng 1,1 × 1082 lần tuổi được chấp nhận của vũ trụ. 
1097 là một ước tính cao về các hạt cơ bản tồn tại trong vũ trụ khả kiến (không bao gồm vật chất tối), chủ yếu là các photon và các hạt mang lực không khối lượng khác.

## Modncủa googolplex
Phần dư (mod n) của một googolplex, bắt đầu bằng mod 1, là:
0, 0, 1, 0, 0, 4, 4, 0, 1, 0, 1, 4, 3, 4, 10, 0, 1, 10, 9, 0, 4, 12, 13, 16, 0, 16, 10, 4, 24, 10, 5, 0, 1, 18, 25, 28, 10, 28, 16, 0, 1, 4, 24, 12, 10, 36, 9, 16, 4, 0, ... (trình tự A067007 trong OEIS)
Trình tự này giống như trình tự các phần dư (mod n) của một googol cho đến vị trí thứ 17.